# Елопові
Елопові (Elopidae) — родина променеперих риб ряду елопоподібних (Elopiformes). Включає сім сучасних видів в одному роді та декілька викопних форм, що відомі починаючи з крейди.

## Поширення
В основному це морська риба, поширена в тропічних і субтропічних водах Атлантичного і Тихого океанів, хоча молодь зазвичай живе в гирлах річок і піднімається по річках, щоб жити в прісній воді.

## Опис
Вони мають веретеноподібне, овальне і злегка стиснуте тіло; великі очі, частково обведені жирними повіками; кінцевий рот, з верхньою щелепою, що тягнеться до заднього краю очей, і виступаючою нижньою щелепою, з вентральною кістковою пластиною між двома зябрами. Зазвичай спинний плавець має мають 20-25 променів, причому черевні плавці вставляють нижче або позаду початку спинного плавця; і спинний, і анальний плавці склаадються з м'яких променів; грудний і тазовий плавці мають допоміжні виступаючі кістки. Стадія личинки напівпрозора.

## Роди
- †Davichthys Forey 1973
- †Flindersichthys Longman 1932
- †Histialosa  Gervais 1855
- †Lyrolepis Romanowski 1886 non Rechiger 1943
- †Naiathaelon Poyato-Ariza & Wenz 1994
- †Nardoelops Taverne & Capasso 2012
- †Opisthopteryx Pictet & Humbert 1866
- †Palelops Applegate 1970
- †Sauropsidium Costa 1850
- †Thrissopteroides von der Marck 1873
- Elops Linnaeus 1766